# Фукумото Міхо
Фукумото Міхо   (яп. 福元 美穂, 2 жовтня 1983) — японська футболістка, воротар, олімпійська медалістка.

## Виступи на Олімпіадах
| Олімпіада   | Дисципліна | Місце |
| ----------- | ---------- | ----- |
| Пекін 2008  | футбол     | 4     |
| Лондон 2012 | футбол     | 2     |